# Petter Andersen
Petter Andersen (Lørenskog, 2 januari 1974) is een voormalig Noors schaatser. Hij groeide op in Kolbotn, ten zuiden van Oslo. Hij schaatste sinds zijn zesde, en werd bij de elfjarigen 'Landesmester'. Hij was niet alleen maar geïnteresseerd in schaatsen: ook voetbal en ijshockey streden mee om de aandacht, en dientengevolge was hij in geen van deze drie sporten een uitblinker.
In 1992 en 1993 wist hij een paar nationale juniorentitels te behalen, en daardoor kon hij in 1993 deelnemen aan het WK voor Junioren. Hij werd daar 21e.
In 1996 werd hij Noors Allroundkampioen en kon daardoor deelnemen aan de WK Allround, maar daar werd hij slechts 23e: hij wist zich niet te plaatsen voor de afsluitende 10 kilometer. Zijn kwaliteiten liggen dan ook in de kortste afstanden: op de 500, 1000 en de 1500 meter weet hij met enige regelmaat het podium te halen tijdens World Cup-wedstrijden. Bij het EK van 2002 in Erfurt bijvoorbeeld wint hij de 500 en 1500 meter, maar door tegenvallende resultaten op de lange afstanden (23e op de 5000 en 14e op de 10.000 meter) wordt hij op dat EK uiteindelijk 'slechts' vijfde: een prima resultaat, maar tegenvallend voor een rijder die twee van de vier afstanden wint. Op het WK in datzelfde jaar in Heerenveen wint hij weer de 500 meter, maar de 1500 meter valt tegen: negende. Hij eindigt als elfde.
Zijn beste resultaat tot nu toe behaalde Andersen tijdens de WK Afstanden van 2005 in Inzell, hij behaalde daar de bronzen medaille samen met de Fin Pekka Koskela door gedeeld derde te worden op de 1000 meter (achter de Noor Even Wetten en de Nederlander Jan Bos).
Andersen reed in het seizoen 2005/2006 zijn laatste wedstrijd bij de senioren.

## Persoonlijke records
| Afstand      | Tijd     | Datum            | Baan           |
| ------------ | -------- | ---------------- | -------------- |
| 500 meter    | 35,52    | 22 januari 2005  | Salt Lake City |
| 1000 meter   | 1.08,55  | 22 januari 2005  | Salt Lake City |
| 1500 meter   | 1.45,32  | 18 november 2005 | Salt Lake City |
| 3000 meter   | 3.43,56  | 16 maart 2001    | Calgary        |
| 5000 meter   | 6.34,81  | 17 maart 2001    | Calgary        |
| 10.000 meter | 14.05,19 | 16 januari 2000  | Hamar          |

## Resultaten
| Jaar | EK allround | Olympische Spelen   | WK afstanden                                | WK allround | WK sprint | WK junioren |
| ---- | ----------- | ------------------- | ------------------------------------------- | ----------- | --------- | ----------- |
| 1993 |             |                     |                                             |             |           | NC21        |
| 1996 | -           |                     | -                                           | NC23-       |           |             |
| 1997 | -           |                     | -                                           | -           | -         |             |
| 1998 | -           | -                   | 15e 1000m 14e 1500m                         | -           | -         |             |
| 1999 | -           |                     | -                                           | -           | -         |             |
| 2000 | 6e          |                     | 16e 1000m 18e 1500m                         | NC20        | -         |             |
| 2001 | NC17        |                     | NF 1000m 6e 1500m                           | -           | -         |             |
| 2002 | 5e          | 28e 1000m 20e 1500m |                                             | 11e         | 20e       |             |
| 2003 | 13e         |                     | 19e 1000m 8e 1500m                          | -           | -         |             |
| 2004 | 12e         |                     | 16e 1000m 15e 1500m                         | -           | -         |             |
| 2005 | -           |                     | 22e 500m · 1000m · 9e 1500m · achtervolging | -           | 16e       |             |
| 2006 | -           | 18e 1000m 7e 1500m  |                                             | -           | 31e       |             |

- = geen deelname
NC# = niet gekwalificeerd voor de laatste afstand, maar wel als # geklasseerd in de eindrangschikking
NF = niet gefinisht

### Medaillespiegel
| Kampioenschap     | Goud | Zilver | Brons |
| ----------------- | ---- | ------ | ----- |
| EK allround       | 0    | 0      | 0     |
| Olympische Spelen | 0    | 0      | 0     |
| WK afstanden      | 0    | 0      | 2     |
| WK allround       | 0    | 0      | 0     |
| WK junioren       | 0    | 0      | 0     |